# تشاك غاردنر
تشاك غاردنر (30 سبتمبر 1944 في الولايات المتحدة - ) (بالإنجليزية: Chuck Gardner)‏ هو لاعب كرة سلة أمريكي في مركز هجوم قوي الجسم.

## وصلات خارجية
- تشاك غاردنر على موقع سبورتس رفرنس (الإنجليزية)
- تشاك غاردنر على موقع كلية كرة السلة في سبورتس رفرنس.كوم (الإنجليزية)
- تشاك غاردنر على موقع ريلجم (الإنجليزية)
- تشاك غاردنر على موقع بروبوليرز (الإنجليزية)